# Vitali Boot
Vitali Boot (* 6. Juli 1972) ist ein ehemaliger deutscher Amateurboxer.

## Werdegang
Vitali Boot ist nach der Wende aufgrund der deutschen Abstammung legal aus der ehemaligen Sowjetunion nach Deutschland übersiedelt. Im Alter von 14 Jahren begann er mit dem Boxen und absolvierte eine Schlosserlehre in Hannover. Seit 1991 boxte er für den BC Gifhorn.
Er wurde 1997, 1998, 1999, 2000, 2001, 2002 und 2004 Deutscher Meister im Superschwergewicht und gewann im Juni 2001 eine Bronzemedaille im Superschwergewicht bei den Weltmeisterschaften in Belfast. Er war dabei erst im Halbfinale gegen Ruslan Chagayev ausgeschieden. Bei den Weltmeisterschaften 1997 in Budapest unterlag er gegen Giorgi Kandelaki, bei den Europameisterschaften 1998 in Minsk gegen Alexei Lesin.
2002 erhielt er die Niedersächsische Sportmedaille und ist mit sieben nationalen Meistertiteln, der erfolgreichste Boxer in der Sportgeschichte von Niedersachsen.